# スモーキーB.B.
『スモーキーB.B.』（スモーキー ビービー）は、原作：小宮山健太、漫画：河田悠冶による日本の漫画作品。『週刊少年ジャンプ』（集英社）2013年26号から41号まで連載された。話数カウントは「第○回」。
皮肉屋の天才投手・灰村煙爾郎（はいむら えんじろう）を主人公とした野球漫画。

## 登場人物
灰村 煙爾郎（はいむら えんじろう）

風見 隼汰（かざみ はやた）

九宝 小窓（くほう こまど）

北里 歩（きたざと あゆむ）

梵田 一旗（ぼんだ いっき）

坂巻 力（さかまき つとむ）

九宝 大門（くほう だいもん）

## 書誌情報
- 小宮山健太（原作）・河田悠冶（漫画） 『スモーキーB.B.』 集英社〈ジャンプ・コミックス〉、全2巻
  1. 「煙たい奴」2013年9月9日第1刷発行（9月4日発売[集 1]）、ISBN 978-4-08-870810-2
  2. 「弁天野球部」2013年11月9日第1刷発行（11月1日発売[集 2]）、ISBN 978-4-08-870842-3